# Saint-Clair-sur-les-Monts

Saint-Clair-sur-les-Monts este o comună în departamentul Seine-Maritime, Franța. În 1 ianuarie 2022 avea o populație de 646 de locuitori.